# 新酒幕站
新酒幕站（韓語：신주막역）是位于朝鮮民主主義人民共和國黃海南道新院郡的一個鐵路車站。屬於黄海青年線。

## 邻近车站
黃海青年线
盐滩站 - 新酒幕站 - 鹤岘站